# Іглтон-Вілледж (Теннессі)
Іглтон-Вілледж (англ. Eagleton Village) — переписна місцевість (CDP) в США, в окрузі Блаунт штату Теннессі. Населення — 5393 особи (2020).

## Географія
Іглтон-Вілледж розташований за координатами 35°47′18″ пн. ш. 83°56′11″ зх. д. / 35.78833° пн. ш. 83.93639° зх. д. (35.788358, -83.936300).  За даними Бюро перепису населення США в 2010 році переписна місцевість мала площу 7,61 км², уся площа — суходіл.

## Демографія
Згідно з переписом 2010 року, у переписній місцевості мешкали 5052 особи в 2136 домогосподарствах у складі 1369 родин. Густота населення становила 664 особи/км².  Було 2333 помешкання (307/км²).
Расовий склад населення:
| - 92,4 % — білих - 3,0 % — чорних або афроамериканців - 0,2 % — корінних американців - 0,2 % — азіатів - 2,4 % — осіб інших рас |

До двох чи більше рас належало 1,7 %. Частка іспаномовних становила 5,9 % від усіх жителів.
За віковим діапазоном населення розподілялося таким чином: 22,2 % — особи молодші 18 років, 62,5 % — особи у віці 18—64 років, 15,3 % — особи у віці 65 років та старші. Медіана віку мешканця становила 38,4 року. На 100 осіб жіночої статі у переписній місцевості припадало 89,3 чоловіків;  на 100 жінок у віці від 18 років та старших — 87,9 чоловіків також старших 18 років.
Середній дохід на одне домашнє господарство  становив 42 155 доларів США (медіана — 35 913), а середній дохід на одну сім'ю — 51 270 доларів (медіана — 46 622). Медіана доходів становила 35 776 доларів для чоловіків та 31 160 доларів для жінок. За межею бідності перебувало 18,3 % осіб, у тому числі 22,2 % дітей у віці до 18 років та 16,2 % осіб у віці 65 років та старших.
Цивільне працевлаштоване населення становило 2010 осіб. Основні галузі зайнятості: освіта, охорона здоров'я та соціальна допомога — 21,7 %, науковці, спеціалісти, менеджери — 13,6 %, роздрібна торгівля — 11,0 %, виробництво — 9,5 %.